# Flughafen Berlin-Schönefeld

i7
i11
i13
Der Flughafen Berlin-Schönefeld (IATA-Code: SXF, ICAO-Code: bis 2020: EDDB, bis 1995: ETBS als DDR-Flughafen) war neben den Flughäfen Tegel und Tempelhof einer der drei internationalen Verkehrsflughäfen im Großraum Berlin. Er war als eigenständiger Flughafen bis Ende Oktober 2020 in Betrieb. Das Abfertigungsgebäude des Flughafens wurde als Terminal 5 in den neueröffneten Flughafen Berlin Brandenburg (BER) integriert, als solches aber infolge der COVID-19-Pandemie seit Februar 2021 nicht mehr genutzt und mit Beschluss vom November 2022 endgültig geschlossen.
Betreiber des Flughafens war die Flughafen Berlin Brandenburg GmbH (FBB; bis Ende 2011: Flughafen Berlin-Schönefeld GmbH) mit den Gesellschaftern Land Berlin, Land Brandenburg und Bundesrepublik Deutschland. Im Jahr 2019 wurden auf dem Flughafen Berlin-Schönefeld 11.417.435 Passagiere abgefertigt. Gemessen an den Passagierzahlen lag der Flughafen 2016 an siebter Stelle in Deutschland.

## Geschichte

### Henschel Flugzeug-Werke
Am 15. Oktober 1934 begann der Bau der Henschel Flugzeug-Werke (HFW) in Schönefeld, die bis zum Ende des Zweiten Weltkriegs über 14.000 Flugzeuge bauten. Hierfür wurden drei je 800 m lange Start- und Landebahnen aus Beton errichtet. Während der Schlacht um Berlin wurden die HFW am 22. April 1945 von sowjetischen Truppen besetzt. Nachdem die sowjetische Besatzungsmacht die Betriebsanlagen für den Flugzeugbau entweder demontiert und abtransportiert oder gesprengt hatte, wurden auf dem Gelände bis 1947 Eisenbahnen repariert sowie Landmaschinen gebaut und instand gesetzt.

### Nach dem Zweiten Weltkrieg

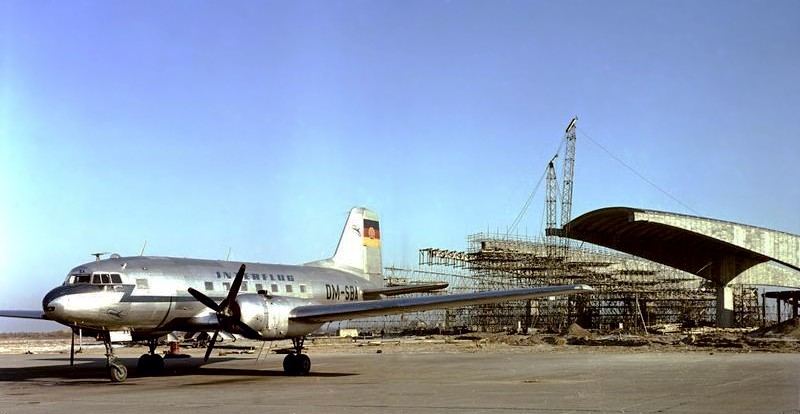
Flughafenbau, 1961

Im Jahr 1946 zogen die sowjetischen Luftstreitkräfte von Johannisthal nach Schönefeld um; Aeroflot nahm im selben Jahr den Flugbetrieb auf. Am 17. Juli 1947 ordnete die Sowjetische Militäradministration in Deutschland im SMAD-Befehl Nummer 93 den Aufbau eines zivilen Flughafens in Schönefeld an. Nach der Beendigung des ursprünglichen Baus 1959 wurde der Flughafen bis zur deutschen Wiedervereinigung 1990 mehrmals ausgebaut. Dadurch wurde er zum Zentralflughafen der DDR; eingeplant war eine Kapazität von langfristig 18 Millionen Passagieren pro Jahr. Er wurde zu einem Jugendobjekt erklärt, was die Bedeutung für die DDR unterstrich und beinhaltete, dass hier überwiegend junge Menschen Arbeit fanden.
Die Lage außerhalb der Stadtgrenzen Berlins führte dazu, dass in Schönefeld (anders als in Tegel und Tempelhof) trotz der besonderen Stellung im Zusammenhang mit dem Viermächte-Status Berlins nicht nur alliierte Fluggesellschaften, sondern auch solche aus sämtlichen Staaten der Welt uneingeschränkt starten und landen konnten. „Sämtliche Staaten“ umfasste auch DDR-Fluglinien wie die Interflug oder vor ihrer Auflösung 1963 die Deutsche Lufthansa der DDR. Rein rechtlich hätten sogar westdeutsche Fluggesellschaften wie die Lufthansa Schönefeld anfliegen können, was aber angesichts des Kalten Krieges aus ideologischen Gründen nicht erfolgte. Lediglich das östliche Ende der (wegen der Autobahn A 113 heute nicht mehr existierenden) Startbahn Nord ragte ein Stück nach Bohnsdorf hinein, sodass ein östlicher Anflug (bzw. Start in Richtung Osten) auf dieser Startbahn teilweise über Ost-Berliner Stadtgebiet erfolgen musste, was zwar für nicht-alliierte Fluggesellschaften strenggenommen nicht rechtens war, jedoch von den Besatzungsmächten offenbar geduldet wurde.
Am 3. Oktober 1959 landete in Berlin-Schönefeld erstmals ein Düsenpassagierflugzeug, eine Caravelle der SAS. Der Flughafen wurde 1961 als Gruppe 1 der ICAO eingestuft.
Im Jahr 1960 beschloss die DDR-Führung einen Generalplan zur Erweiterung zum Zentralflughafen Berlin-Schönefeld. Grundlage der Planung waren die erwarteten Passagierzahlen für die kommenden Jahrzehnte (3,5 Millionen für Schönefeld und rund 14 Millionen für ganz Berlin bis zum Jahr 1980) sowie die Notwendigkeit eines Flughafens, der die Erfordernisse modernen Strahlverkehrs und effizienter Passagierabfertigung erfüllt. Die Planungen sahen die Trennung des Kurz- und Langstreckenverkehrs vor. Nördlich des Bahnhofs sollte ein Abfertigungsgebäude mit zwei Pieren sowie zwei kurzen Pisten entstehen; südlich ein Abfertigungsgebäude mit ebenfalls zwei Pieren und einer oder zwei zusätzlichen Start- und Landebahnen. Die bestehende Bahn sollte auf über vier Kilometer verlängert werden. Darüber hinaus war eine großzügige Anbindung mit S-Bahn-, U-Bahn- und Fernbahnverkehr geplant.

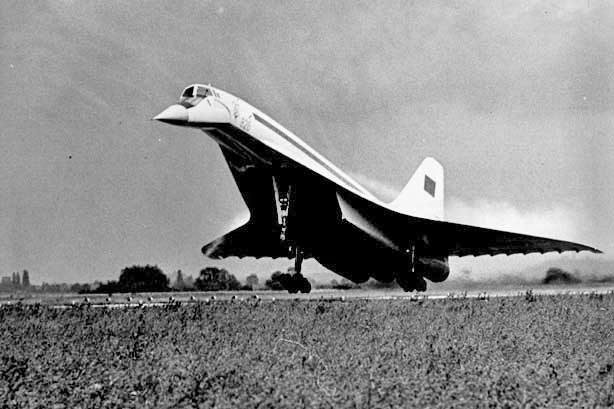
Tu-144 Anfang der 1970er Jahre beim Start in Schönefeld

Von den 1960er Jahren bis zur politischen Wende in der DDR war der Zentralflughafen Berlin-Schönefeld auch für die Bevölkerung aus West-Berlin sehr interessant, weil sich von hier aus viele Ziele in Osteuropa, wie beispielsweise Budapest oder Prag, sowie später immer mehr Ziele in Westeuropa (außer in der Bundesrepublik) erreichen ließen, die von den Flughäfen Tempelhof bzw. Tegel aus entweder nicht bedient oder erheblich teurer angeflogen wurden. Da im Flugverkehr des Ostblocks die Abgeltung von Kerosin oft im Rahmen besonderer Handelsbedingungen innerhalb der Staaten untereinander erfolgte, spielten die Betriebskosten für die Interflug nur eine untergeordnete Rolle, sodass sie es sich leisten konnte, die Flugpreise teilweise bis zu 70 Prozent unter das Niveau streckengleicher Flüge von Tegel oder Tempelhof aus zu senken. Als Zubringer für West-Berliner Passagiere existierte ab 1963 auf Initiative des West-Berliner Ostblockreisen-Anbieters Otto Haffner eine Busverbindung der Ost-Berliner Verkehrsbetriebe, für die die DDR eigens den Grenzübergang Waltersdorfer Chaussee angelegt hatte. Die 1990 eingestellte Buslinie führte vom Flughafen zum Hotel Arosa in Charlottenburg (Kurfürstendamm Ecke Adenauerplatz), hielt am Messegelände am dortigen Zentralen Omnibusbahnhof sowie in Wilmersdorf an der Güntzel- Ecke Uhlandstraße vor Haffners Reisebüro Helios.

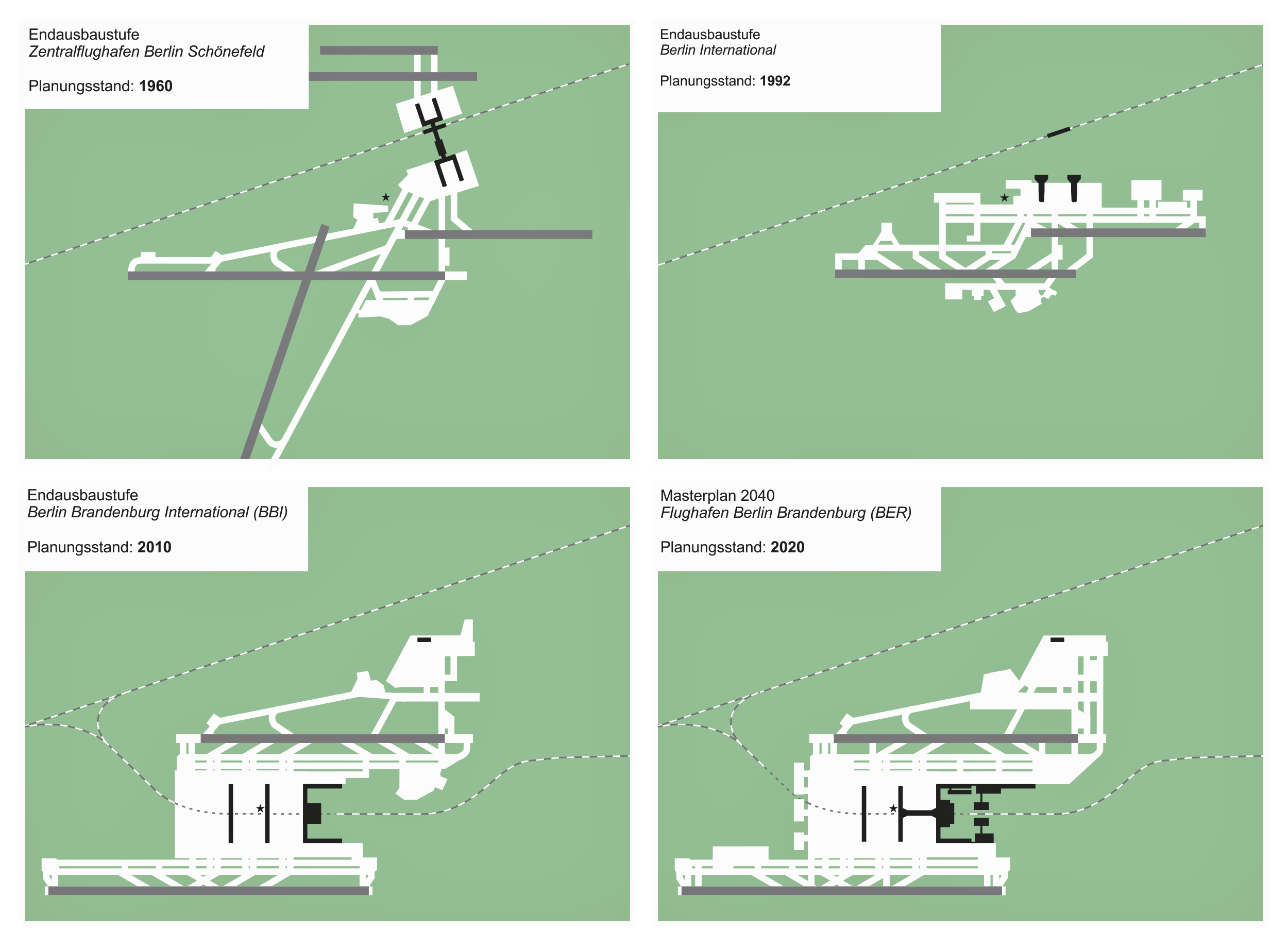
Ausbauplanungen des Flughafens Schönefeld im Vergleich

Die Grenze von einer Million Passagiere wurde 1969 überschritten, was bis auf drei Millionen 1990 gesteigert werden konnte. Kurz vor dem Ende der DDR wurden durch die Interflug von Schönefeld aus 53 Ziele auf vier Kontinenten bedient.

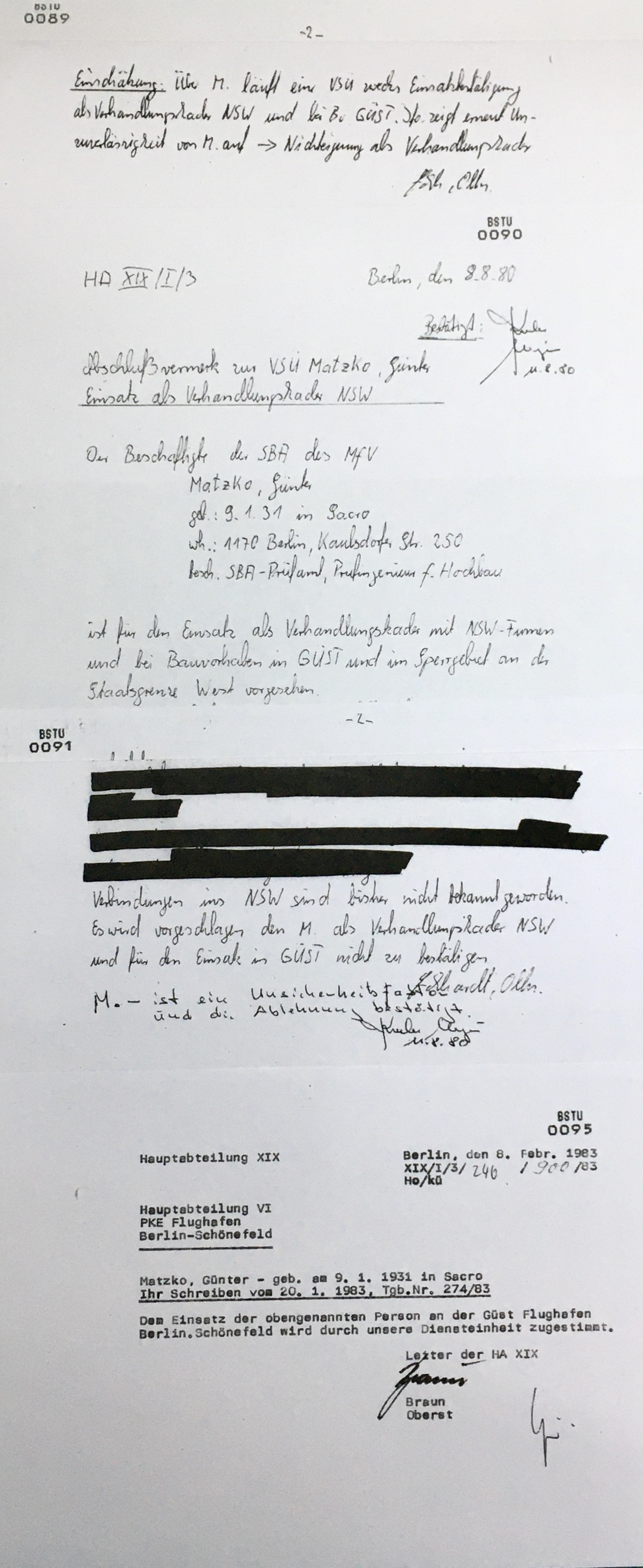
Auszüge aus Berichten des MfS über den Bauingenieur Horst Paul Günter Matzko zum Einsatz am Bauvorhaben Grenzübergangsstelle Flughafen Berlin-Schönefeld, 1980–1983

Im Jahr 1976 wurde das heutige im Norden des Flughafens befindliche Terminal L unter dem Namen NPA (Neue Passagier-Abfertigung) in Betrieb genommen. 1980 fand eine durch die Staatssicherheit umfassende Überprüfung der Ingenieure statt, die für den Einsatz am Erweiterungsbau des Flughafens Schönefeld vorgesehen waren. Der Flughafen Schönefeld war gleichzeitig Grenzübergangsstelle zum nichtsozialistischen Ausland. Es wurde bis 1985 um die heutigen Terminals K und Q erweitert, die sich jeweils links bzw. rechts an das Terminal L angliedern. Dabei war das Terminal K (heute: Terminal der easyJet) seinerzeit „eigens für Transit-Passagiere von und nach West-Berlin“ vorbehalten, weshalb es innerhalb des Flughafengebäudes von den anderen Terminals wie auch draußen vom Rest des großen Vorplatzes abgeriegelt war und nur durch einen mit Schranke versehenen Kontrollposten angefahren werden konnte. Die entsprechenden Zubringer-Busse (s. o.) aus West-Berlin wurden danach am unweit gelegenen Grenzübergang Waltersdorfer Chaussee nicht mehr kontrolliert, stattdessen stieg dort bei der Anfahrt ein Angehöriger der Passkontrolleinheiten der DDR-Grenztruppen zu und fuhr die kurze Strecke zum Terminal K mit (damit kein DDR-Bürger während dieser Anfahrt in den Transitbus einsteigen und somit unbemerkt in den „West-Bereich“ des Flughafens gelangen konnte). Dort erfolgten die Abfertigung, Gepäckabgabe sowie die Ausweis- und Personenkontrolle von West-Berliner Passagieren ebenfalls noch gesondert, erst in der großen Wartehalle zu den Gates wurden sie mit den allgemeinen (Ost-)Flugreisenden zusammengeführt. Bei Ankunft verlief dieselbe Prozedur umgekehrt ab: Passagiere nach West-Berlin hatten sich ab 1985 nicht mehr in die allgemeine ‚Einreisehalle‘ (wie dort die Ankunftshalle genannt wurde) zu begeben, sondern wurden in den Ankunftsbereich des Terminal K dirigiert – nicht ohne zuvor durch Ausweiskontrollen strengstens überprüft zu werden. Dort bestiegen sie dann den Transitbus, in dem wieder ein Angehöriger der Passkontrolleinheiten (aus besagten Gründen) bis zum Grenzübergang mitfuhr, dort einfach ausstieg und den Bus ohne weitere Kontrollen nach West-Berlin „entließ“. Durch diese neue Handhabung (Wegfall der zusätzlichen Kontrollen am Grenzübergang) wurde der West-Berliner Zubringerverkehr nach Schönefeld ab 1985 erheblich einfacher und zeitsparender.
Terminal Q war bereits Anfang 1984 in Betrieb und als eine von der Staatssicherheit besonders gesicherte, externe V.I.P.-Lounge mit zwei Salons, für V.I.P.s erster und zweiter Klasse, konzipiert. Die damals übliche Bezeichnung war Sonderraum. Zugang hatten nur ausländische Gäste der Regierung der DDR in Begleitung ihrer Gastgeber bzw. ihr unterstellter staatlicher Organisationen, die üblicherweise mit Dienst- oder Diplomatenpass, allerdings mit regulären Linienmaschinen reisten. Check-in und alle geforderten Kontrollen wurden entweder ganz erlassen oder diskret durchgeführt, während die Reisenden bei Imbiss und Getränken entweder auf ihren Abflug, oder auf ihr Gepäck warteten. Nicht selten leistete ihnen der damalige Stellvertretende Verkehrsminister und Generaldirektor der Interflug, Generalleutnant Klaus Henkes, dabei Gesellschaft. Auch das Boarding erfolgte getrennt, meistens nach allen sonstigen Passagieren. Nach 1990 wurde der Sonderraum in ein kleines Terminal Q für besonders sicherheitsempfindliche Flüge, beispielsweise nach Israel oder auch Charterflüge nach Nordamerika, umgebaut. Seit 2015 befanden sich im Terminal Q zusätzliche Sicherheits-Kontrollspuren mit automatisierter Bordkartenkontrolle für Fluggäste die nur mit Handgepäck reisen und bereits eingecheckt hatten.
Im zweiten Obergeschoss des Terminal L befindet sich die Besucherterrasse mit Restaurant. Ursprünglich dehnte sich die Terrasse auf der gesamten Breite des Gebäudes aus. Seit den 1990er Jahren ist nur noch ein schmaler Bereich über dem Terminal L zugänglich.
Im Südteil des Flughafens befanden sich die Werft- und Wartungsanlagen der Interflug. Sie werden seit den 1990er Jahren in modernisiertem Zustand von der Lufthansa genutzt. Teilweise diente der südliche Bereich auch militärischen Zwecken: Das Transportfliegergeschwader 44 (TG-44) der NVA verlegte den Einsatz der Regierungsflugzeuge Tu-134 zu Beginn der 1980er Jahre von Marxwalde (dem heutigen Neuhardenberg) nach Schönefeld, da viele Flugeinsätze mit Regierungsmitgliedern ab Berlin begannen. Drei Maschinen des Typs Il-62 wurden vom TG-44 zusätzlich in Schönefeld neu stationiert.

### Nach der Wiedervereinigung

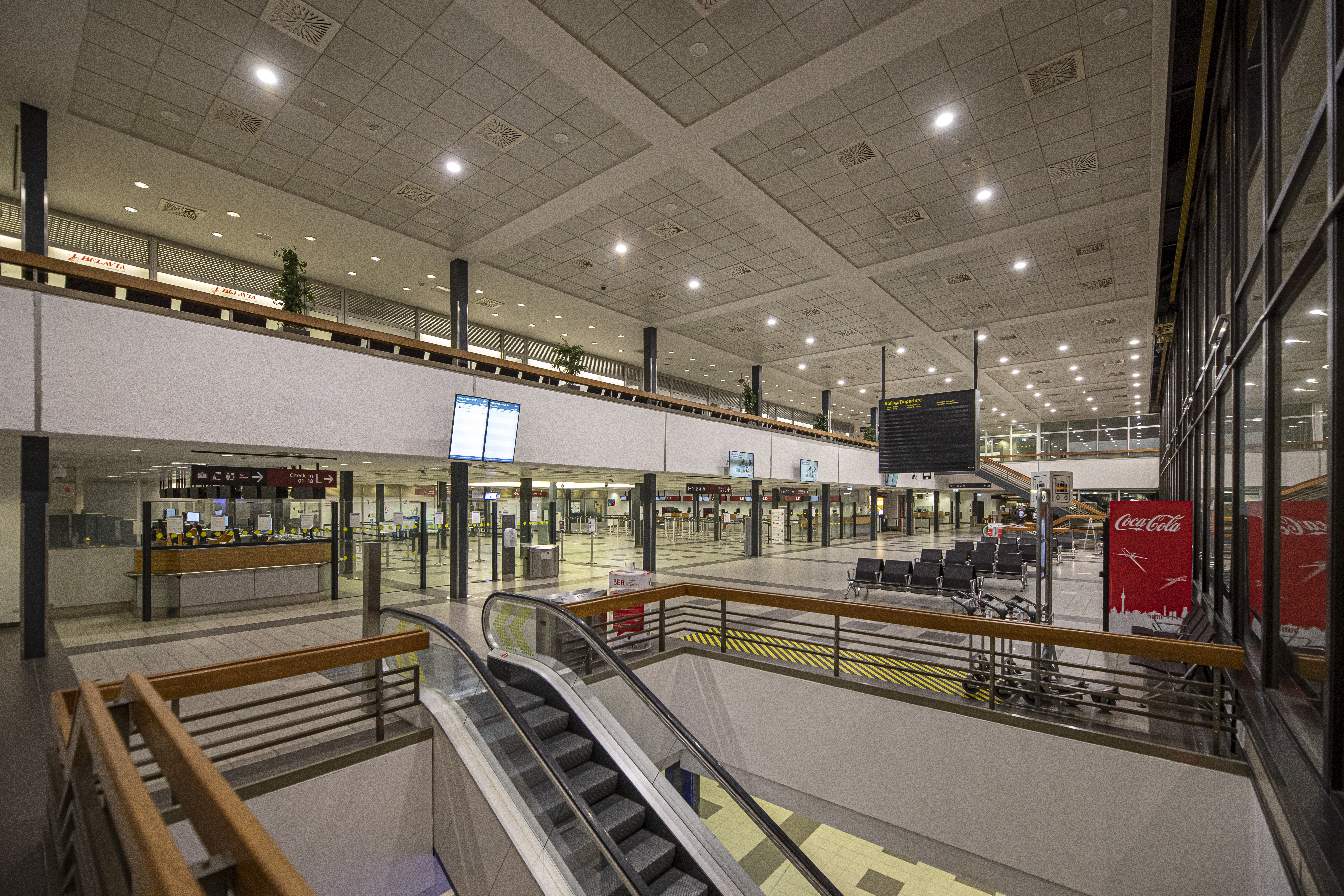
Innenansicht von Terminal L

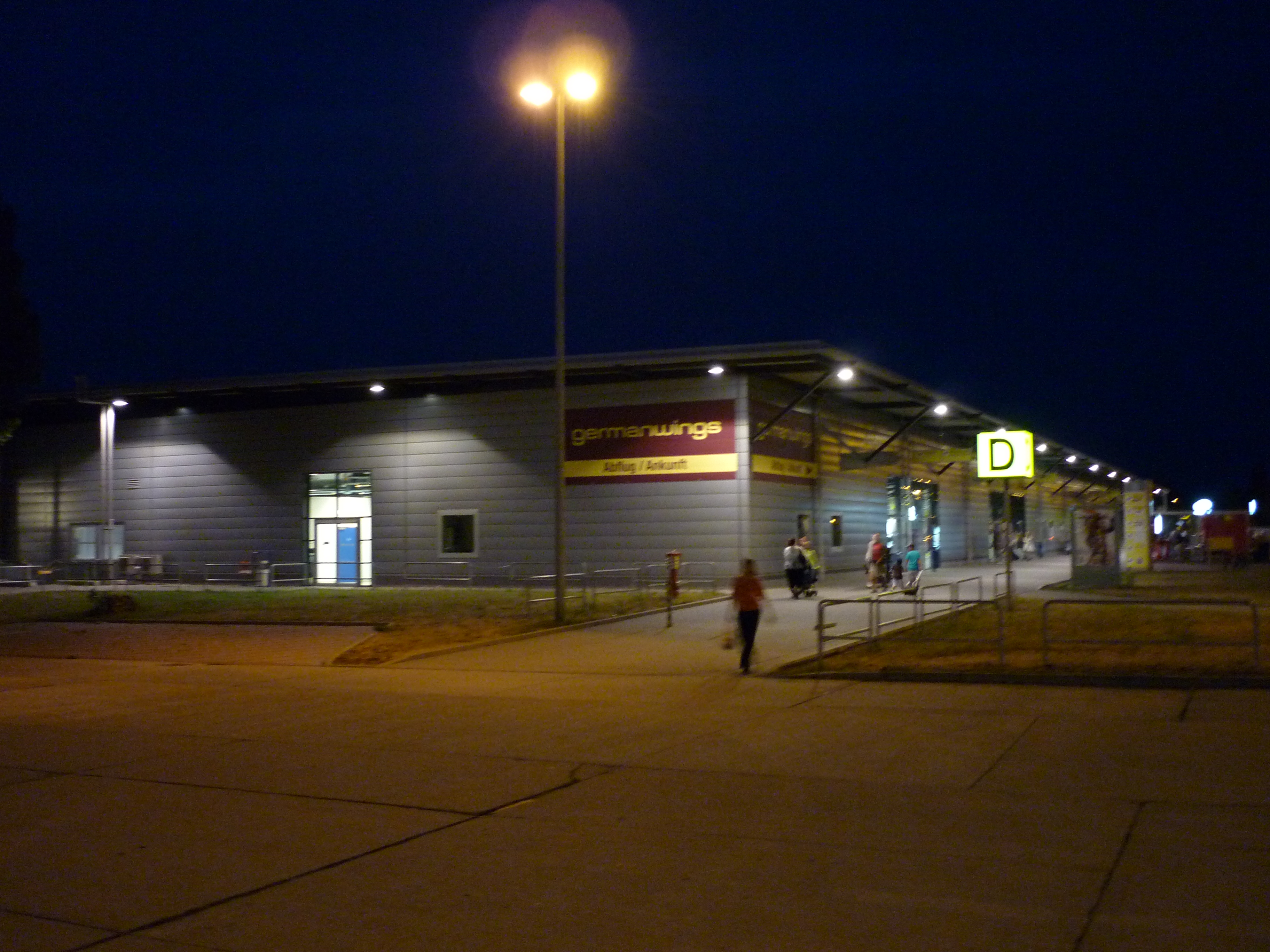
Außenansicht von Terminal M (früher: D)

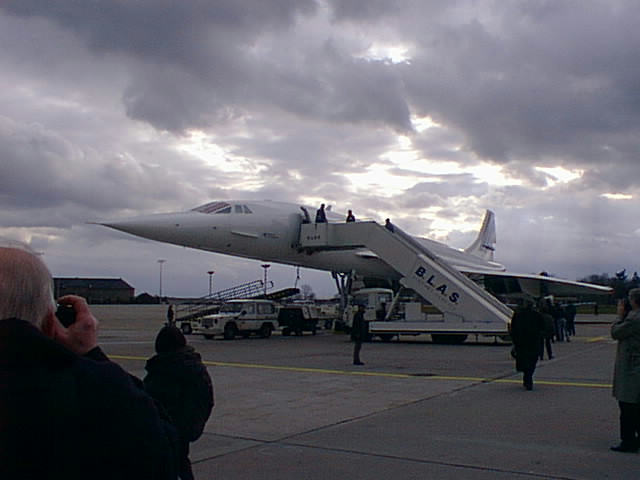
Eine Concorde am 20. März 1999 in Schönefeld

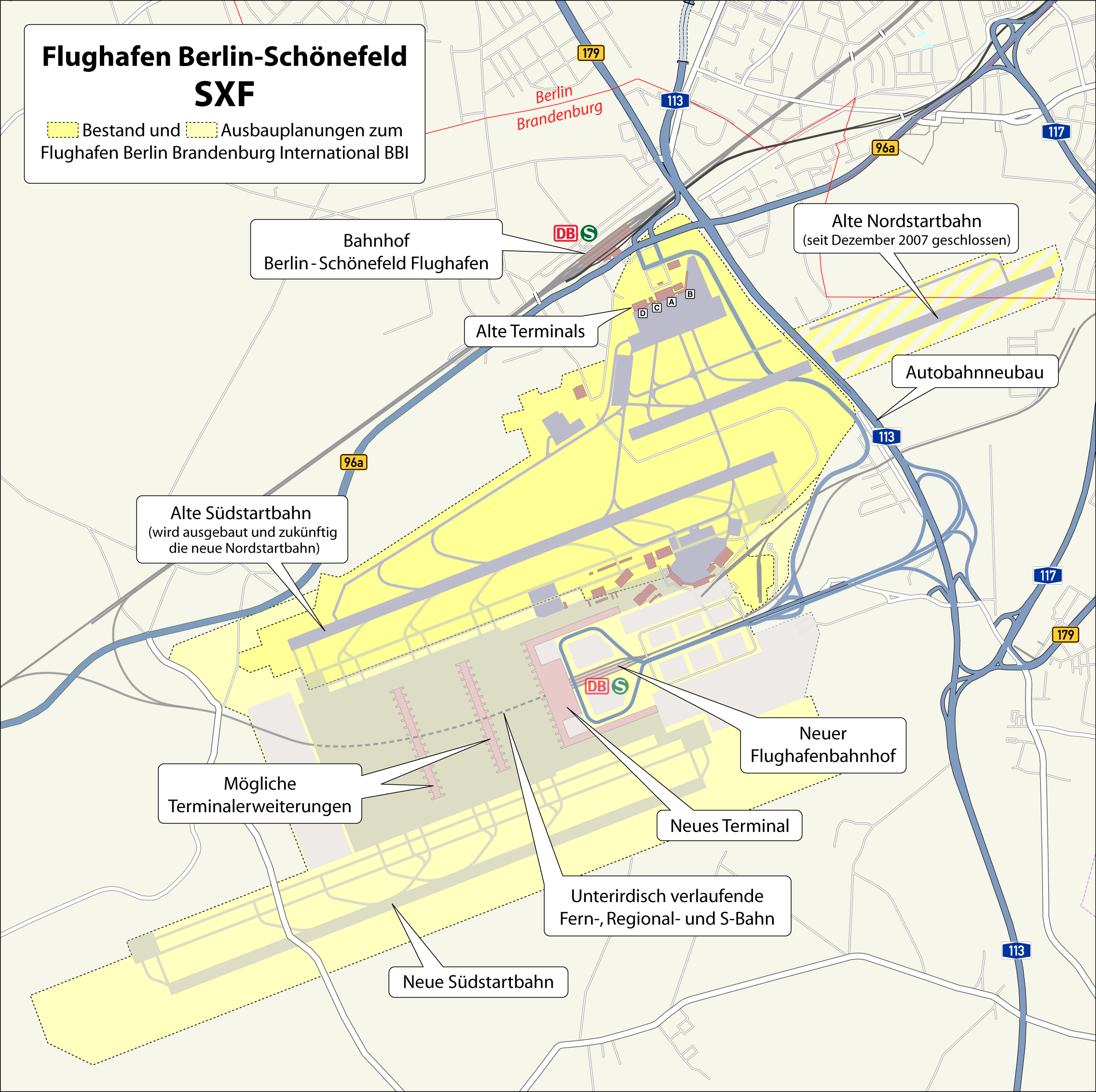
Flughafen Schönefeld mit Planungsstand zum Baubeginn

Nach der deutschen Wiedervereinigung musste der Flughafen trotz zusätzlicher Erweiterungen in den 1990er Jahren zunächst einen erheblichen Rückgang an Passagierzahlen verbuchen. Dies resultierte aus der Stilllegung der Interflug im Jahr 1991 und der Verlagerung anderer Fluggesellschaften zum moderneren und zentraler gelegenen Flughafen Berlin-Tegel. Der Flughafen entwickelte sich in dieser Periode zurück – zumeist wurden seit dieser Zeit Charterflüge abgefertigt. Trotzdem wurde 1992 die renovierte südliche Start- und Landebahn in Betrieb genommen. Von 1991 bis 1993 nutzte das Lufttransportgeschwader 65 der Luftwaffe mit seinen Il-62M den Flughafen. Bis nach der politischen Wende waren auch die gebäudenahen Flugzeugpositionen für die Passagiere zu Fuß über das Vorfeld erreichbar. Die drei Fluggastbrücken am Terminal L wurden erst nach 1993 errichtet.
Die Betreibergesellschaft eröffnete 1995 eine Erweiterung des Terminals. Zu den wenigen verbleibenden klassischen Linienverbindungen in dieser Zeit zählten die der Aeroflot nach Moskau und die der Rossija (ehemals: Pulkovo) nach Sankt Petersburg.
Die Periode, in der Charterfluggesellschaften dominant waren, dauerte bis 2003; seit diesem Zeitpunkt siedelten sich zunehmend Billigfluggesellschaften in Schönefeld an: Ryanair übernahm mit der KLM-Tochter buzz auch die Strecke Schönefeld–London, V Bird startete Flüge nach Weeze. Germanwings flog seit Herbst 2003 nicht mehr vom Flughafen Tegel, sondern von Schönefeld aus verschiedene nationale Ziele an. Besonders wichtig für den Flughafen war jedoch die Ansiedlung der easyJet am 28. April 2004, die den Flughafen seither als Ausgangspunkt für mehrere Flugverbindungen nutzt. Berlin-Schönefeld wurde dadurch 2005 zur zweitgrößten easyJet-Basis in Europa nach London-Luton. Am 11. März 2005 kündigte Germanwings an, ab Juni des Jahres Schönefeld als Basisflughafen für zunächst zwei Flugzeuge zu nutzen. So werde eine friedliche Koexistenz mit easyJet auf dem Flughafen Schönefeld angestrebt und es sollten in erster Linie von easyJet nicht bediente Ziele angeflogen werden. Mit Beginn des Winterflugplans 2012/2013 ist Germanwings zum Flughafen Tegel umgezogen.
Am 19. Dezember 2005 wurde Terminal M eröffnet, der vor allem für die Abfertigung der Billigflüge genutzt wird. Hauptsächlich diente der Terminal M bis Herbst 2012 der Billigfluggesellschaft Germanwings. Ursprünglich wurde überlegt, easyJet vom Terminal K in den Terminal M umzusiedeln. Durch die verstärkte Nutzung von Billigfliegern konnte der Flughafen seine Passagierzahlen 2005 um 50 % im Vergleich zum Vorjahr und damit auf 5,08 Millionen Passagiere steigern. Das ist die größte Steigerung im Vergleich zu den anderen Flughäfen Berlins.
Im Jahr 2006 betrug die Zahl der Mitarbeiter am Flughafen Berlin-Schönefeld 5713.
Am 30. November 2007 wurde die Nordbahn des Flughafens geschlossen und anschließend teilweise abgerissen, um den Lückenschluss der Bundesautobahn 113 zu ermöglichen. Der Flugverkehr wurde seitdem nur noch auf der südlichen Start- und Landebahn abgewickelt, die seit dem Bau der Südbahn des Flughafens Berlin Brandenburg nunmehr die neue Nordbahn ist. Ein verbliebenes Teilstück der ehemaligen, nun abgerissenen Nordbahn dient heute als Abstellfläche für länger parkende größere Flugzeuge der allgemeinen Luftfahrt, da die bisherigen Abstellpositionen wegen der Bauarbeiten am Flughafen nicht mehr benutzbar sind.

### Ausbau zum Flughafen Berlin Brandenburg
Nach den in den 1960er Jahren umfangreichen geplanten, aber nur zum Teil umgesetzten Ausbauten lief in der ersten Hälfte der 1990er Jahre ein aufwendiges Raumordnungsverfahren für einen neuen Großflughafen, um den stark steigenden Passagierzahlen in Berlin nach der deutschen Wiedervereinigung in Zukunft gerecht zu werden. Ab 1996 plante die Flughafengesellschaft mit seinen Gesellschaftern Berlin, Brandenburg und der Bundesrepublik Deutschland, den Flughafenstandort in Schönefeld bis 2012 zu einem leistungsfähigen „Single Airport“ – also dann Berlins einzigem Flughafen – auszubauen, womit dann auch 2006 begonnen wurde, das nach zahlreichen Bauverzögerungen jedoch erst 2021 abgeschlossen werden konnte. Der Flughafen Tegel wurde nach Inbetriebnahme des neuen Flughafens geschlossen, während der Betrieb des Flughafens Tempelhof schon Ende Oktober 2008 eingestellt wurde.
Im Rahmen dieser Ausbautätigkeiten wurde am 1. Dezember 2007 die Nordbahn (die nördliche der beiden parallelen Start- und Landebahnen) mit der Bezeichnung 07L/25R geschlossen und bald darauf teilweise abgebaut und renaturiert. Die neue Bundesautobahn 113 kreuzt den ehemaligen Verlauf dieser Landebahn. Nun war nur noch die Südbahn (ehemalige Bezeichnung: 07R/25L) übrig, die gemäß den Planungen die Nordbahn des neuen Großflughafens werden sollte. Sie wurde um 600 m auf 3600 m verlängert und am 23. April 2012 für den Betrieb freigegeben. Seit dem 3. Mai 2012 hat diese Start- und Landebahn nun die Bezeichnung 07L/25R, die sie für den neuen Flughafen BER beibehalten wird. Sie wurde am 2. Mai 2015 für eine Renovierung geschlossen, die ausschließliche Abwicklung des Betriebs erfolgte währenddessen über die neue Südbahn 07R/25L. Die Arbeiten zur Sanierung der Nordbahn begannen am 6. Mai 2015 und wurden am 24. Oktober 2015 beendet. Bis zur Eröffnung des Flughafens Berlin Brandenburg war in Schönefeld gewöhnlich nur die Nordbahn in Betrieb. Lediglich im Sommer 2017 wurde wegen Bauarbeiten für drei Monate statt der Nordbahn wieder die Südbahn genutzt.
Die Terminalbereiche erhielten Ende März 2020 neue Bezeichnungen. Mit Inbetriebnahme des Flughafens Berlin Brandenburg Ende Oktober 2020 wurde der ehemalige Flughafen Schönefeld zum Terminal 5 des BER. Um Doppelbezeichnungen von Abflugbereichen und Flugsteigen am BER zu vermeiden, wurden die ehemaligen Abflugbereiche A, B, C und D in K, L, M, Q umbenannt.

### Schließung

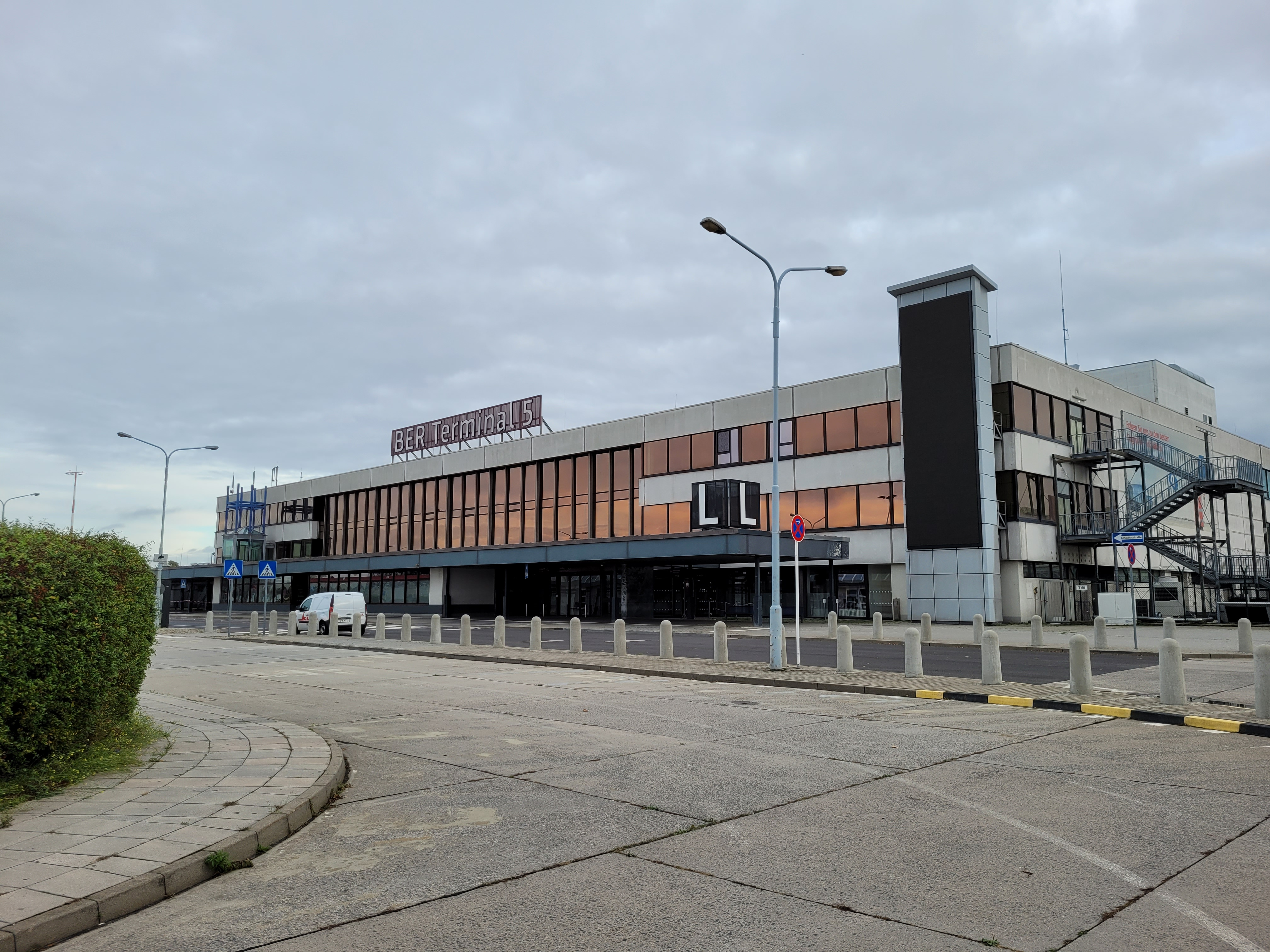
Terminal 5 nach der Schließung, 2023

Das alte Schönefelder Abfertigungsgebäude (Terminal 5) wurde am 22. Februar 2021 vorerst für ein Jahr geschlossen. Dadurch sollten die Kosten um bis zu 25 Millionen Euro jährlich gesenkt werden. Die ursprünglich geplante Erweiterung um weitere Abfertigungshallen findet somit nicht mehr statt. Im November 2022 wurde beschlossen, das Gebäude aus wirtschaftlichen Gründen endgültig zu schließen und nicht mehr als Terminal in Betrieb zu nehmen.

## Lage und Verkehrsanbindung

Lage der aktiven und ehemaligen Berliner Flughäfen.

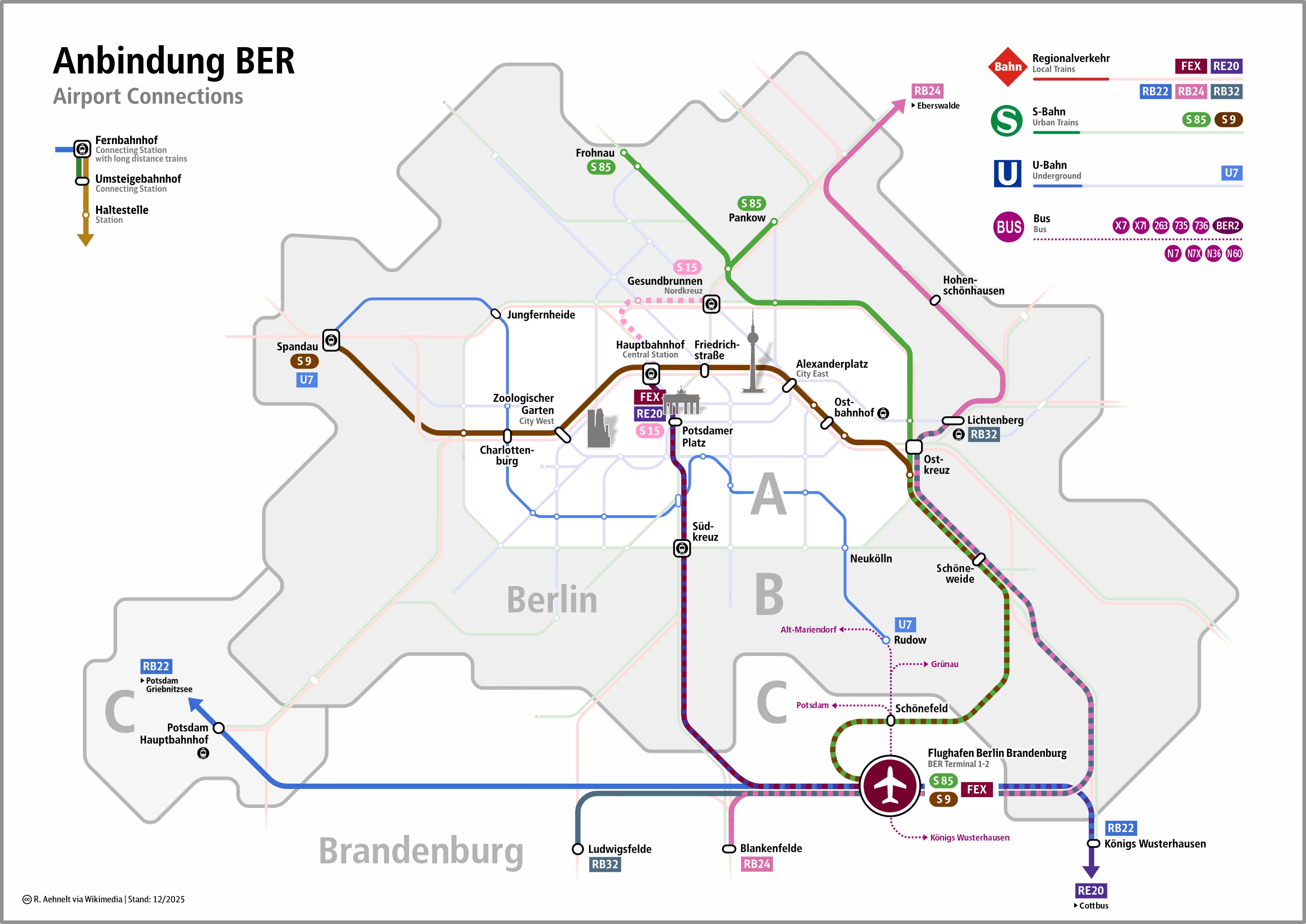
Schnellverbindungen vom Flughafen nach Berlin (Stand: 2020)

Der ehemalige Flughafen Berlin-Schönefeld liegt in der Gemeinde Schönefeld (Landkreis Dahme-Spreewald, Brandenburg). Der Flughafen liegt rund 22 km südöstlich vom Berliner Stadtkern entfernt auf einer Höhe von 47 m ü. NHN. Er war mit einem Gelände von 620 Hektar der flächenmäßig größte Flughafen der Region und über den Bahnhof Berlin-Schönefeld Flughafen (heute: Bahnhof Schönefeld [bei Berlin]) an den Schienenverkehr angebunden. Es halten dort S-Bahnen der Linien S45 und S9. Der Flughafen war auch mit verschiedenen Buslinien zu erreichen. Mit dem Auto gelangte man über die A 113 zum Flughafen.

## Ausstattung
Die meisten Fluggesellschaften landen und starten am Terminal L. Bis zum 31. Oktober 2020 war EasyJet die einzige Fluggesellschaft im Terminal K. Seit dem 31. Oktober 2020 operiert die Fluggesellschaft vom Terminal 1 des BER. Terminal M wurde von Ryanair, Condor, Sunexpress sowie Norwegian Air Shuttle genutzt. Im Terminal Q gab es bis 2008 eine besondere Sicherheitsausrüstung, weswegen hier lange Zeit Flüge mit besonders hohem Sicherheitsbedarf, zum Beispiel nach Israel, abgefertigt wurden. Anschließend wurde es als „Show- und Eventlocation“ genutzt, die für Konferenzen und Privatfeiern gebucht werden konnte. Zudem starteten von hier aus Rundflüge mit einem historischen „Rosinenbomber“, der jedoch am 19. Juni 2010 bei einer Notlandung schwer beschädigt wurde und seitdem flugunfähig ist. Seit November 2015 sind im Terminal Q zur Erhöhung der Kapazität zusätzliche Sicherheitskontrollen untergebracht, diese stehen ausschließlich Fluggästen ohne aufzugebendes Gepäck zur Verfügung, die bereits online eingecheckt haben. Terminal L besitzt als einziges Terminal Fluggastbrücken, von denen drei auf dem Vorfeld angeordnet sind. Insgesamt gibt es 36 Flugzeugabstellpositionen. Im Süden der Anlage befindet sich das Terminal für Allgemeine Luftfahrt, das General Aviation Terminal (GAT). Von dort aus können Privatflugzeuge, Taxiflugverkehr, Charter- und Helikopterflüge abgefertigt werden. Das Frachtterminal verfügt auf einer Bruttogrundfläche von 3850 m über eine Frachtkapazität von bis zu 30.000 Tonnen pro Jahr; im Gebäude befindet sich unter anderem eine Quarantänestation für Tiere. Auf dem Flughafen befinden sich außerdem drei Hangars für den normalen Flugverkehr sowie drei Flugzeughallen für die allgemeine Luftfahrt.
Der Flughafen verfügte bis Ende 2007 über zwei Start- und Landebahnen, die nördliche war 2710 m lang, die südliche 3000 m. Beide Bahnen haben eine Breite von 45 m. Im Zuge der Bauarbeiten für den Flughafen Berlin Brandenburg wurde die nördliche Landebahn teilweise abgerissen, um Platz für die im Frühjahr 2008 neu errichtete Verlängerung der Autobahn 113 zu schaffen. Zuvor war bereits die südliche Landebahn als künftige Nordbahn für den neuen Flughafen auf 3600 m verlängert worden.
Der Flughafen verfügte darüber hinaus über eine eigene Flughafenfeuerwehr sowie ein Instrumentenlandesystem für beide Landerichtungen, zugelassen bis Allwetterflugbetriebsstufe CAT IIIb, das Flugbewegungen bei nahezu jeder Wetterlage ermöglicht.

## Nutzung

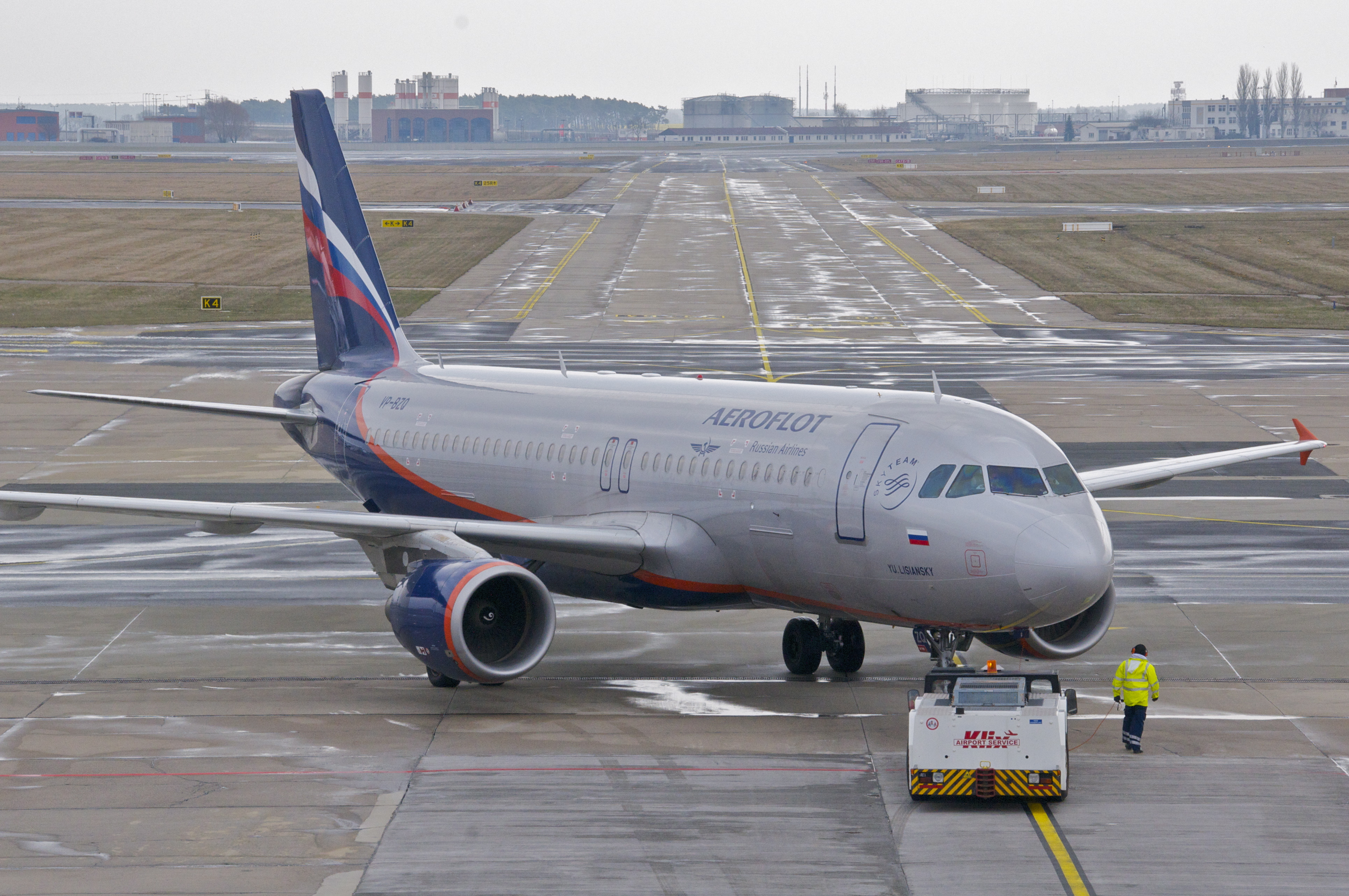
Airbus A320-200 der Aeroflot beim Pushback vom Terminal L

Für die Flughafengesellschaft hatte der Flughafen Berlin-Schönefeld seit den 1990er Jahren eine große Bedeutung als Basis von Charterflügen. Bis zum Aufschwung der Billigflüge, die im Jahr 2007 rund 80 % des gesamten Flugverkehrs des Flughafens ausmachten, hatten die Charterflüge den größten Anteil aller Flüge. Ab 1992 wurde alle zwei Jahre die Internationale Luft- und Raumfahrtausstellung (ILA) auf dem Flughafengelände durchgeführt. Seit 2012 findet die Messe im Berlin ExpoCenter Airport statt, das an die Südbahn des jetzigen BER angrenzt. Der Flughafen diente außerdem der allgemeinen Luftfahrt. In der Nachbarschaft befindet sich ein Simulatorzentrum der Lufthansa.
Auf dem Flughafengelände eröffnete das Deutsche Rote Kreuz (DRK) 2007 ein Logistikzentrum für die Katastrophenhilfe im In- und Ausland. Auf 4000 m² lagert ständig einsatzbereit gehaltenes Hilfsmaterial. Über den Flughafen können Hilfsmodule (sogenannte ‚Emergency Response Units‘ – ERU) innerhalb von 72 Stunden in jeden Teil der Welt zum Einsatz gebracht werden. Auch spezielle Fahrzeuge, beispielsweise für Kommunikation und Führung bei Großschadenslagen in Deutschland, sind hier vorhanden (sogenannte ‚Bundesvorhaltung‘ des DRK).

## Verkehrszahlen
Die Passagierzahlen am Flughafen Berlin-Schönefeld wuchsen vor allem seit den frühen 2000er Jahren stark. Wurden 2003 1,7 Millionen Passagiere abgefertigt, waren es 2005 knapp über fünf Millionen. 2006 überschritt der Flughafen die Sechs-Millionen-Marke. 2016 nutzten erstmals mehr als 10 Millionen Passagiere den Flughafen. 
| Betriebsjahr | Fluggastaufkommen | Luftfracht [t] | Luftpost [t] | Flugbewegungen |
| ------------ | ----------------- | -------------- | ------------ | -------------- |
| 1991         | 01.069.886        | 06.349         | 00.553       | 029.472        |
| 1992         | 01.446.933        | 04.686         | 01.153       | 028.723        |
| 1993         | 01.572.361        | 03.284         | 03.825       | 031.334        |
| 1994         | 01.804.490        | 05.823         | 03.895       | 036.185        |
| 1995         | 01.861.674        | 10.573         | 03.260       | 031.827        |
| 1996         | 01.766.452        | 13.716         | 01.479       | 031.649        |
| 1997         | 01.870.213        | 14.473         | 01.128       | 029.563        |
| 1998         | 01.876.209        | 12.111         | 00.811       | 030.711        |
| 1999         | 01.861.385        | 09.372         | 00.565       | 029.304        |
| 2000         | 02.133.919        | 09.604         | 00.505       | 033.947        |
| 2001         | 01.851.377        | 09.785         | 00.193       | 027.635        |
| 2002         | 01.615.171        | 11.099         | 00.202       | 025.755        |
| 2003         | 01.684.384        | 12.418         | 00.242       | 025.549        |
| 2004         | 03.325.348        | 12.546         | 03.229       | 039.420        |
| 2005         | 05.026.115        | 08.833         | 04.294       | 052.852        |
| 2006         | 06.026.228        | 03.720         | 04.373       | 058.647        |
| 2007         | 06.313.343        | 03.870         | 04.386       | 058.198        |
| 2008         | 06.638.162        | 04.399         | 04.415       | 068.771        |
| 2009         | 06.797.158        | 04.246         | 02.979       | 075.538        |
| 2010         | 07.297.911        | 04.907         | 04.751       | 076.595        |
| 2011         | 07.113.989        | 04.649         | 04.081       | 073.577        |
| 2012         | 07.097.274        | 05.206         | 01.125       | 071.758        |
| 2013         | 06.727.306        | 07.370         | 06.654       | 065.268        |
| 2014         | 07.292.517        | 07.827         | 07.229       | 070.325        |
| 2015         | 08.526.268        | 08.128         | 06.155       | 076.153        |
| 2016         | 11.652.922        | 09.056         | 35.149       | 096.562        |
| 2017         | 12.865.312        | 09.293         | 28.675       | 101.301        |
| 2018         | 12.725.937        | 13.229         | 20.533       | 105.955        |
| 2019         | 11.417.435        | 12.273         | 05.099       | 095.364        |

| Rang                                                             | Ziel                   | Passagiere 2018 | Veränderung | Passagiere 2017 | Starts 2018 | Veränderung | Starts 2017 |
| ---------------------------------------------------------------- | ---------------------- | --------------- | ----------- | --------------- | ----------- | ----------- | ----------- |
| 1                                                                | Barcelona              | 233.399         | ▲1,31 %     | 230.390         | 1.454       | ▲1,18 %     | 1.437       |
| 2                                                                | London-Stansted        | 226.368         | ▲4,09 %     | 217.467         | 1.396       | ▲2,35 %     | 1.364       |
| 3                                                                | Moskau-Scheremetjewo   | 202.381         | ▼-0,69 %    | 203.790         | 1.845       | ▲1,93 %     | 1.810       |
| 4                                                                | Basel-Mulhouse         | 189.695         | ▼-12,61 %   | 217.061         | 1.300       | ▼-10,34 %   | 1.450       |
| 5                                                                | Budapest               | 171.887         | ▲46,41 %    | 117.405         | 1.095       | ▲42,95 %    | 0.766       |
| 6                                                                | Manchester             | 166.333         | ▲8,49 %     | 153.315         | 1.040       | ▲1,96 %     | 1.020       |
| 7                                                                | Kopenhagen             | 163.182         | ▲31,1 %     | 124.468         | 1.289       | ▲40,72 %    | 0.916       |
| 8                                                                | Köln/Bonn              | 160.351         | ▼-25,24 %   | 214.488         | 1.347       | ▼-24,37 %   | 1.781       |
| 9                                                                | Amsterdam              | 159.263         | ▲3,79 %     | 153.442         | 1.068       | ▲1,71 %     | 1.050       |
| 10                                                               | Oslo-Gardermoen        | 157.043         | ▲7,55 %     | 146.022         | 1.066       | ▲11,27 %    | 0.958       |
| 11                                                               | Palma de Mallorca      | 143.995         | ▼-13,77 %   | 166.997         | 1.045       | ▲0,58 %     | 1.039       |
| 12                                                               | London-Gatwick         | 143.804         | ▼-41,28 %   | 244.914         | 0.964       | ▼-42,07 %   | 1.664       |
| 13                                                               | Tel Aviv               | 140.838         | ▼-1,64 %    | 143.183         | 0.910       | ▲0 %        | 0.910       |
| 14                                                               | Rom-Ciampino           | 122.881         | ▼-5,25 %    | 129.683         | 0.729       | ▼-5,08 %    | 0.768       |
| 15                                                               | Bergamo                | 120.815         | ▲0,93 %     | 119.699         | 0.719       | ▲0,14 %     | 0.718       |
| 16                                                               | Antalya                | 117.315         | ▲78,43 %    | 065.749         | 0.711       | ▲87,11 %    | 0.380       |
| 17                                                               | Athen                  | 103.993         | ▼-5,55 %    | 110.104         | 0.659       | ▼-7,44 %    | 0.712       |
| 18                                                               | Madrid                 | 100.625         | ▼-1,57 %    | 102.231         | 0.605       | ▼-1,14 %    | 0.612       |
| 19                                                               | Genf                   | 097.283         | ▲3,58 %     | 093.919         | 0.734       | ▲4,26 %     | 0.704       |
| 20                                                               | Dublin                 | 096.032         | ▲3,78 %     | 092.534         | 0.558       | ▲3,14 %     | 0.541       |
| 21                                                               | Thessaloniki           | 095.894         | ▼-7,25 %    | 103.392         | 0.621       | ▼-9,61 %    | 0.687       |
| 22                                                               | Istanbul-Sabiha Gökçen | 093.484         | ▲21,66 %    | 076.843         | 0.618       | ▲27,69 %    | 0.484       |
| 23                                                               | Malaga                 | 093.296         | ▲3,23 %     | 090.379         | 0.596       | ▲5,3 %      | 0.566       |
| 24                                                               | London-Luton           | 091.194         | ▼-3,56 %    | 094.561         | 0.718       | ▼-1,51 %    | 0.729       |
| 25                                                               | Mailand-Malpensa       | 090.750         | ▼-1,11 %    | 091.771         | 0.645       | ▲0,16 %     | 0.644       |
| In dieser Statistik sind nur Starts enthalten. (Keine Landungen) |                        |                 |             |                 |             |             |             |

### Nach Ländern
| Rang                                                             | Ziel           | Passagiere 2018 | Veränderung | Passagiere 2017 | Starts 2018 | Veränderung | Starts 2017 |
| ---------------------------------------------------------------- | -------------- | --------------- | ----------- | --------------- | ----------- | ----------- | ----------- |
| 1                                                                | Großbritannien | 890.888         | ▼-11,03 %   | 1.001.378       | 6.057       | ▼-12,36 %   | 6.911       |
| 2                                                                | Spanien        | 834.082         | ▼-4,29 %    | 0.871.461       | 5.363       | ▼-0,87 %    | 5.410       |
| 3                                                                | Italien        | 790.716         | ▼-0,16 %    | 0.792.022       | 5.175       | ▲1,37 %     | 5.105       |
| 4                                                                | Schweiz        | 332.840         | ▼-9,78 %    | 0.368.910       | 2.605       | ▼-5,13 %    | 2.746       |
| 5                                                                | Frankreich     | 276.394         | ▼-25,63 %   | 0.371.626       | 2.396       | ▼-19,44 %   | 2.974       |
| 6                                                                | Russland       | 259.249         | ▲4,87 %     | 0.247.204       | 2.575       | ▲10,85 %    | 2.323       |
| 7                                                                | Griechenland   | 254.569         | ▼-5,45 %    | 0.269.231       | 1.727       | ▼-1,6 %     | 1.755       |
| 8                                                                | Türkei         | 234.962         | ▲57,2 %     | 0.149.471       | 1.554       | ▲68,18 %    | 0.924       |
| 9                                                                | Norwegen       | 196.095         | ▲8,16 %     | 0.181.306       | 1.352       | ▲13,33 %    | 1.193       |
| 10                                                               | Dänemark       | 190.307         | ▲45,2 %     | 0.131.068       | 1.532       | ▲52,29 %    | 1.006       |
| 11                                                               | Ungarn         | 171.902         | ▲45,65 %    | 0.118.026       | 1.099       | ▲40,54 %    | 0.782       |
| 12                                                               | Deutschland    | 170.643         | ▼-37,01 %   | 0.270.913       | 4.749       | ▲20,87 %    | 3.929       |
| 13                                                               | Niederlande    | 159.350         | ▼-10,61 %   | 0.178.273       | 1.108       | ▼-14,77 %   | 1.300       |
| 14                                                               | Israel         | 147.401         | ▲1,37 %     | 0.145.407       | 0.962       | ▲3,44 %     | 0.930       |
| 15                                                               | Portugal       | 139.880         | ▲5,55 %     | 0.132.522       | 0.839       | ▲6,47 %     | 0.788       |
| In dieser Statistik sind nur Starts enthalten. (Keine Landungen) |                |                 |             |                 |             |             |             |

## Zwischenfälle
- Am 12. Dezember 1986 wurde der Aeroflot-Flug 892, eine Tupolew Tu-134A der sowjetischen Aeroflot (Luftfahrzeugkennzeichen CCCP-65795), am Flughafen Berlin-Schönefeld in einen Wald geflogen. Die Piloten flogen während des Landeanflugs irrtümlich eine gesperrte Landebahn an. Als das Flugzeug durch die tiefliegende Wolkendecke stieß, bemerkte die Besatzung ihren Irrtum, versuchte aber nicht, ein Durchstartmanöver einzuleiten, sondern änderte im letzten Moment den Kurs. Dabei streifte das Flugzeug mehrere Baumwipfel und stürzte in das angrenzende Waldstück (Controlled flight into terrain). Von 82 Personen an Bord starben 72.[35]
- Am 17. Juni 1989 brachen die Piloten einer Iljuschin-62MK der Interflug (DDR-SEW) den Startvorgang auf dem Flughafen Berlin-Schönefeld während des Abhebeversuchs wegen eines blockierten Höhenruders ab. Nach dem Kommando für die volle Schubumkehr der Triebwerke zum Abbremsen stellte der Flugingenieur irrtümlich die Triebwerke ab, anstatt Schubumkehr zu geben. Die Verkehrsmaschine schoss über die Landebahn hinaus, brach nach einer Kollision mit mehreren Hindernissen auseinander und fing Feuer. Von den an Bord befindlichen 113 Menschen starben 21 (siehe auch Interflug-Flug 102).[36][37][38]
- Am 19. Juni 2010 kam es bei einer Douglas DC-3 der Air Service Berlin (D-CXXX) kurz nach dem Start zu einem Rundflug vom Flughafen Schönefeld zu einem Schubverlust im linken Triebwerk. Bei der Notlandung in einem Feld wurde die Maschine irreparabel beschädigt. Von den 28 Insassen wurden sieben verletzt, es gab allerdings keine Todesopfer.[39]

## Kritik
Einer Kundenumfrage des Flugportals eDreams im Jahr 2017 zufolge war Schönefeld der schlechteste internationale Flughafen der Welt. Dabei bewerteten Kunden die Einkaufsmöglichkeiten, gastronomischen Angebote und Wartebereiche. Ebenfalls kritisiert wird der veraltete bauliche Zustand sowie lange Wege zu den Parkplätzen. Eine Studie des Monitoring Dienstleisters Webbosaurus aus dem Jahr 2018 bestätigte das Ranking als schlechtester Flughafen Deutschlands. Die Belastungen durch den Fluglärm sorgen regelmäßig für Beschwerden von Anwohnern.